# 政治家将軍

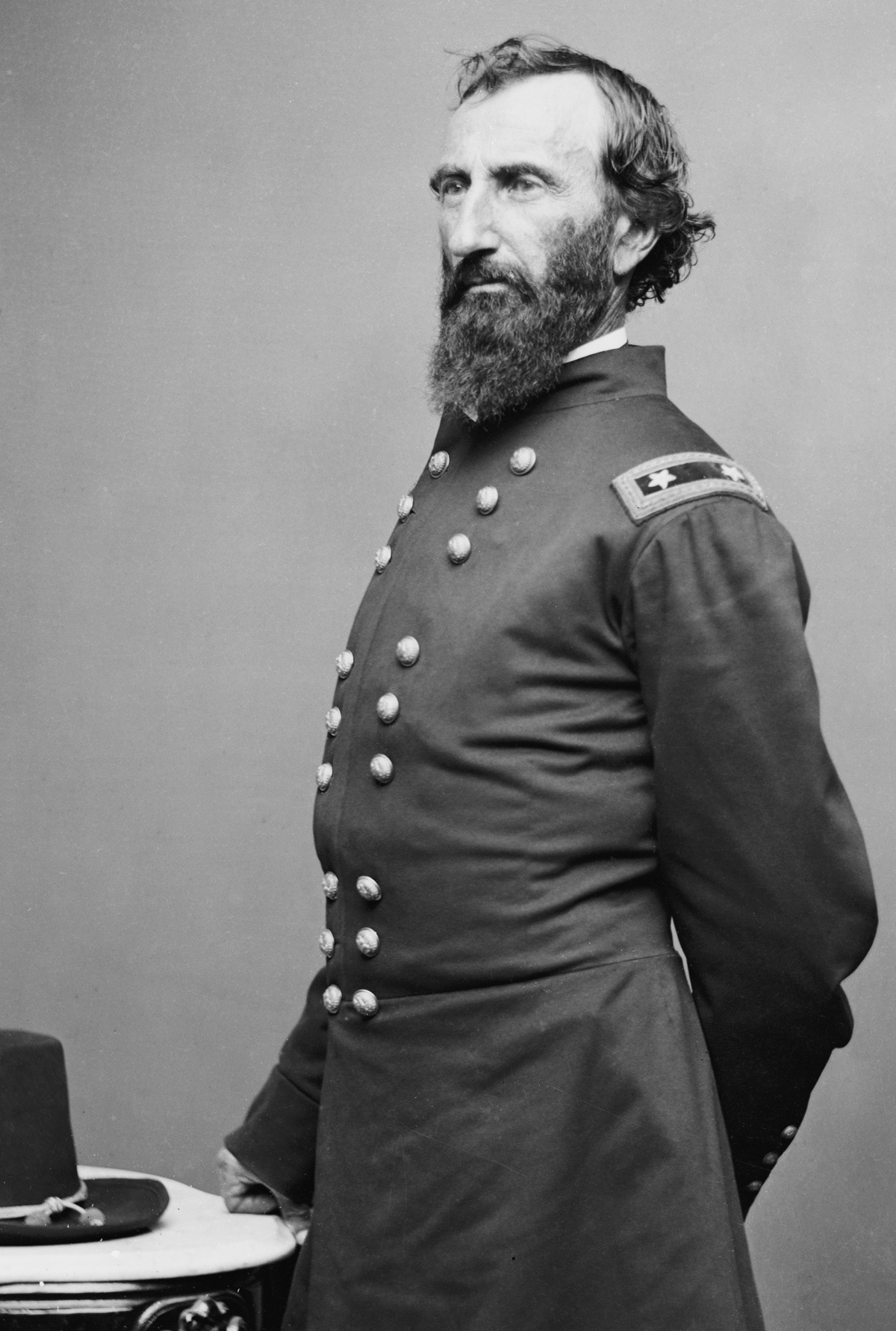
エイブラハム・リンカーンの盟友で典型的な政治家将軍であったジョン・アレクサンダー・マクラーナンド

北米において、政治家将軍（せいじかしょうぐん、英: political general、ポリティカル・ジェネラル）は、軍隊経験は浅いが、政治上、高い指揮官職を与えられた将軍を指す概念。
アメリカ合衆国の南北戦争時に顕著に見られた。北軍はそのような将軍を数多く採用したことで悪評が高いが、アメリカ連合国（南軍）も政治家将軍と無縁ではなかった。

## 昇進の理由

### 政治集団の融和政策
政治家将軍を指名する最も重要な理由は、重要な有権者との連帯を守ることだった。エイブラハム・リンカーン大統領は、北部に残った中道派民主党達の支持を取り付ける方法として、このような将軍を大いに用いた。リンカーンが最初に指名した3人の志願将軍（財務長官のジョン・アダムズ・ディクス、マサチューセッツ州知事のナサニエル・バンクスとベンジャミン・フランクリン・バトラー）は全て民主党員であり、それ故にこの3人は北軍でも最上級の少将となった。しかし登用されたのは民主党員だけではなく、共和党員も政治家将軍として登用された。リチャード・J・オグルスビーはイリノイ州出身の共和党員であり、戦争中に高位の指揮官となった。

### 地政学
他にも、特に海外からの移民の場合のように、特別の集団の支持を得るために将軍指名が使われた。当時のアメリカ合衆国で一番移民として数が多かったのはドイツからの移民だった。フランツ・シーゲルやカール・シュルツのような著名ドイツ人文民指導者が、仲間の移民を自軍側に付かせるときに有用であったので昇進された。同じようにアイルランド系移民の徴募に活躍したアイルランド移民のトーマス・フランシス・マハーとマイケル・コーコランも昇進した。マハーは1863年12月に辞任しようとしたが同月にコーコランが事故死してしまったため、アイルランド人の指揮官を1人残すためにマハーの辞意は却下された。
その他に、アメリカ生まれか外国生まれかにかかわらず、多数の兵を召集することに成功した者も昇進した。この例としては、ニューヨーク州で多くの部隊を編成したダニエル・シックルズがいた。また、南軍のネイサン・ベッドフォード・フォレストは一兵卒として入隊したが、南軍の装備が貧相なのを見て、自分が装備を購入するから志願兵に支給してくれと申し出たため一気に一兵卒から大佐に引き上げられた。フォレストの場合はその後の活躍もあり、最終的には中将まで昇進している。

### 境界州
南軍もほとんど同じ理由で多くの政治家将軍を用いたが、特に境界州における南軍の同調者に影響を与えるために多く使われた。例えば元アメリカ合衆国副大統領ジョン・ブレッキンリッジは、ケンタッキー州の市民を喚起して南軍に加わることを期待したことが大きな理由となって用いられた。ミズーリ州の元知事スターリング・プライスも、ミズーリ州に関して同じような機能を果たした。

### その他の理由
南北戦争中に政治家将軍が用いられたその他の理由として、双方の軍隊に仕えた非常に多くの志願兵の存在がある。実業家、弁護士および政治家のような著名な市民指導者であった者が、志願兵連隊の指揮官に据えるには容易な選択となった。

## 評価
多くの政治家将軍、すなわち北部のシーゲルとバンクス、それに南部のブレッキンリッジは配下の兵達の人気が高かった。これは、彼等が代表する特定の集団に対する結びつきがあったことが大きな理由だった。しかし、大多数の政治家将軍は軍人として正規の訓練を受けておらず、軍事知識も無かったため実質的に素人であり、無能な者が多かった。そのような将軍がかなり重要な指揮官職を与えられることが多かった北軍で、これは特に大きな問題となった。

## 著名な政治家将軍
以下は両軍の著名な政治家将軍のリストであり、簡単な従軍記録を付ける。

### 米墨戦争
- ジェイムズ・ピンクニー・ヘンダーソン - テキサス州の現職知事。少将として自ら野戦でテキサス部隊を率いることに州議会の許可を得た。指揮した部隊はモンテレーの戦いで「テキサス師団」と呼ばれた。
- ジョセフ・レイン - インディアナ州の民主党員。ザカリー・テイラーの渾名に似た「ラフ・アンド・レディ（間に合わせの）No.2」という評判を得た。
- フランクリン・ピアース - そこそこの軍事技術を有した政治家。戦場で負傷し、失血のために気を失った。この出来事は政敵によって曲解され、戦場で失神した臆病者と謗られたがそれでも大統領まで登り詰めた。

### 南北戦争

#### 北軍
- ナサニエル・バンクス - 元マサチューセッツ州選出アメリカ合衆国下院議員で、南北戦争中多くの戦線で指揮を執った。第一次ウィンチェスターの戦いでは第5軍団を指揮し、シーダー山の戦いと第二次ブルランの戦いでもバージニア軍の一部として過不足なく戦った。その後メキシコ湾方面軍に転属となり、ポートハドソンの占領やレッド川方面作戦に参加した。このレッド川方面作戦が失敗した後に指揮官職から解任され、戦後は下院議員の職に復帰した。
- フランシス・プレストン・ブレア・ジュニア - ミズーリ州選出アメリカ合衆国下院議員。戦争初期に北軍側がミズーリ州を確保するのに大いに貢献した。北軍の少将となり、最終的に軍団長まで進んだ。その活躍から概して政治家将軍に懐疑的だったウィリアム・シャーマン将軍の信頼を得ることに成功している。大半の政治家は議会の議員職を辞任するか軍隊の任務を辞任するかのどちらかだったが、ブレアは議会職を保ちながら従軍した。その兄モンゴメリー・ブレアはリンカーンの閣僚だった。
- ベンジャミン・フランクリン・バトラー - ニューハンプシャー州選出のアメリカ合衆国下院議員。南部人から最も嫌われている北部将軍の一人。1861年7月1日の南北戦争では最初の陸戦ビッグベセルの戦いで敗北し、後にメキシコ湾方面軍任務に付けられ、占領したニューオーリンズを厳しい規律で統治した（南部の家庭から持ち出してくる癖故に「スプーンズ」というありがたくない渾名を頂戴した）。北軍が敗北したバミューダ・ハンドレッド方面作戦、ピーターズバーグ包囲戦、およびに第一次フィッシャー砦の戦いでジェームズ軍を率いた。フィッシャー砦の後で指揮官職から解任された。後にマサチューセッツ州知事に選出された。
- トマス・レオニダス・クリッテンデン - ケンタッキー州で政治的な力のあったクリッテンデン家の一員。将軍になる前の職業は弁護士で、唯一の軍隊経験は米墨戦争の時にザカリー・テイラーの志願副官として従軍したことだけだった。1861年に准将に指名されたが、これはケンタッキー州における微妙な政治状況によって促進された。軍団長としてカンバーランド軍に従軍し、チカマウガの戦いで北軍が敗北した後に解任された[2]。兄のジョージは南軍の将軍だったが、こちらは職業軍人だった。
- ジョン・C・フレモント - 探検家で、米墨戦争の時にカリフォルニア占領に貢献した戦争の英雄。1856年に共和党として初めての大統領候補になった。しかし、戦争の最初の1年間でミズーリ方面軍の扱いがまずく、ミズーリ州を南軍に奪われそうになった。大統領に相談することなく占領地の黒人奴隷を解放したためリンカーンによりミズーリ方面軍の指揮官職からは解任されたが、かわりにストーンウォール・ジャクソンのバレー方面作戦に対抗する部隊の1つであったマウンテン方面軍の司令官に任命された。その後バージニア軍が設立された時にマウンテン方面軍もその指揮下に入るように命じられたが、フレモントはバージニア軍の指揮官であるジョン・ポープより自分の方が先任である事と、「個人的理由」からその命令には従えないとし、指揮官職を辞した。フレモントはニューヨークに戻って次の指揮官職に任命される事を待っていたが、結局戦争期間中に二度と部隊を指揮する事はなかった。
- ジョン・A・ローガン - イリノイ州議会とアメリカ合衆国下院で議員を務めたイリノイ州の民主党員。戦中は西部戦線で、ユリシーズ・グラントとウィリアム・シャーマン将軍の下に仕えた。アトランタの戦いでジェイムズ・マクファーソンが戦死した後、名声あるテネシー軍指揮官に昇格した。概して成功した指導者だったが、シャーマンは陸軍士官学校出ではない者を軍隊の指揮官に採用することに関して懐疑的だったので、職業軍人のオリバー・O・ハワードと交代させられた。戦後は民主党ではなく、共和党員として政界に復帰している。北軍側の政治家将軍の中では最も優秀だったのではないか、と多くの歴史家に評価されている。
- ジョン・A・マクラーナンド - イリノイ州選出の民主党員で、アメリカ合衆国下院議員を務めた。西部戦線で従軍し、ドネルソン砦の戦いやシャイローの戦いに参戦し、1863年のハインドマン砦の戦い（ビックスバーグ方面作戦の一部）でミシシッピ軍を率いた。ビックスバーグの包囲戦とレッド川方面作戦では第13軍団を率いた。同僚達の覚えが悪く、しばしばグラント将軍やシャーマン将軍と衝突した。
- ダニエル・シックルズ - 悪名高いニューヨーク州選出アメリカ合衆国下院議員。自分の妻と不倫していたフィリップ・バートン・キー2世の殺人で裁判にかけられたが、心神喪失していたということで無罪となった。個人的な友人でもあったリンカーンが将軍職に推挙したが、以上のような経緯もあって1度は任官することを上院の委員会に拒否されている。しかし軍務経験がないにもかかわらず、軍に入った後は意外と活躍して周囲を驚かせている。戦争の初めの2年間、旅団長および師団長となり、1863年早くにはポトマック軍第3軍団の指揮を執り、チャンセラーズヴィルの戦いやゲティスバーグの戦いに参戦した。しかしゲティスバーグでは何故かその軍団を無許可でピーチオーチャードまで前進させ、危うく北軍を壊滅させるところだった。その戦闘で片足を失い、公式にその行動を非難されることは無かったものの、二度と野戦部隊を指揮することはなかった。戦後、ゲティスバーグを含め国立戦場跡公園を設立するときに重要な役割を演じた。
- フランツ・シーゲル - 1848年革命から亡命したドイツ人。ミズーリ方面軍、ポトマック軍の第11軍団およびウェストバージニア方面軍で何度も1個師団を率いた。「フォーティエイターズ」（1848年革命の亡命者）である他の多くのドイツ人、カール・シュルツ、ルイ・ブレンカーおよびアドルフ・フォン・シュタインヴェーアも従軍した。シーゲルはほぼ無能と見なされ、全体指揮を執ったニューマーケットの戦いでは逃げ出したと言われている。しかし、ドイツ系徴募兵の間では非常に人気があり、ドイツ兵は「私はシーゲルと共に戦う!（I fights mit Sigel!）」というスローガンを掲げていた。戦場での働きはともかく、シーゲルは北軍のために重要な募兵業務を行った。
- ルー・ウォーレス - 正式にはインディアナ州議会議員。最も有名な所ではドネルソン砦、シャイローおよびモノカシーの戦いで戦った。モノカシーは1864年7月に首都ワシントンD.C.を救う戦いになった。戦後にニューメキシコ準州知事となり、合衆国の外交官としても働いた。また、小説『ベン・ハー：キリストの物語』を著した。

#### 南軍
- ウィリアム・バークスデイル - 「ファイア・イーター」（喧嘩っ早い人、南部の奴隷制擁護者）であり、戦前はミシシッピ州選出アメリカ合衆国下院議員。戦争の最初の2年間北バージニア軍で1個旅団を率い、ゲティスバーグで戦死した。
- ジョン・ブレッキンリッジ - ケンタッキー州生まれ、ジェームズ・ブキャナン大統領の副大統領。西部戦線で様々な師団や旅団を指揮した。しばしばブラクストン・ブラッグ将軍と喧嘩した。シャイローやストーンズリバーではうまく戦い、1864年5月にはニューマーケットの戦いでフランツ・シーゲルを破った。後にアメリカ連合国の陸軍長官になった。
- トマス・リード・ルーツ・コブ - ジョージア州選出アメリカ連合国議員。やはりアメリカ連合国に仕えた元知事ハウエル・コブの弟。北バージニア軍で1個旅団を指揮し、フレデリックスバーグの戦いのメアリーズハイツを守ったことで有名になったが、戦死した。
- ジョン・ブキャナン・フロイド - 元バージニア州知事、ジェームズ・ブキャナン政権で陸軍長官。1861年にバージニア西部で北軍に対抗した州兵隊を率い、ドネルソン砦の失敗での中心人物だった。この戦闘後、バージニア州兵隊に左遷され、1863年に死んだ。
- ギデオン・J・ピロー - 米墨戦争の古参兵。戦前の民主党で傑出した力を発揮した。アメリカ合衆国からの脱退に反対したが、最終的に南部に行って従軍した。1862年2月にドネルソン砦から（ジョン・B・フロイドと共に）逃亡したことで最も良く知られている。その後、第3位にあった憐れな指揮官サイモン・B・バックナーと砦の15,000名の守備隊はグラントの北軍に降伏した。ストーンズリバーの戦いでは1個旅団を指揮しており、師団長ブレッキンリッジから兵士が戦闘に入ったときに木の陰で縮こまっているのを見られたと言われる。その後、野戦指揮を執ることは無かった。
- スターリング・プライス - ミズーリ州出身。当初は脱退に反対したが、最後は南軍の側に付き、1861年に南軍がミズーリ州に侵入したときのミズーリ州兵隊を率いた。ウィルソンズ・クリークの戦いでは南軍の指揮官であり、ピーリッジの戦いでは対等に戦った。1864年にいわゆるプライスの襲撃を率いて失敗し、このことで実質的に、また心ならずもミズーリ州とアーカンソー州は北軍支配が確実となった。
- ロバート・トゥームズ - 元ジョージア州選出アメリカ合衆国下院議員。熱心な脱退推進者。政治的な大望があり、アメリカ連合国の初代国務長官になったが、野戦指揮のために辞任した。アメリカ連合国議会の議席は持ったままとなった。北バージニア軍の1個旅団を率いた。その最も有名になった行動はアンティータムの戦いでバーンサイド橋での防御であり、そこで負傷した。この戦闘後は除隊して、連合国上院議員となった。

### 米西戦争
- ジョセフ・ホィーラー - 南北戦争中の有名な南軍騎兵士官。戦後はアラバマ州選出アメリカ合衆国下院議員。アメリカ合衆国政府は南部州にキューバ遠征の準備地点を置くことを心配し、ホィーラーに少将としての任務を発動して、南部州の賛同を得た。良く語られる話で、米西戦争中、年を取ったホィーラーは誰と戦っているかを忘れてしまい、逃亡しつつあるスペイン兵を指し「さあ行くぞ、またあいつらヤンキー（北部兵）どもを敗走させたぞ!（Let's go, boys! We've got the damn Yankees on the run again!）」と叫んだ、という逸話がある。